# Francesc Policarp de Bofarull i Morell
Francesc Policarp de Bofarull i Morell (Reus, 26 de gener de 1771 - Reus, 5 d'agost de 1843) va ser un militar, comerciant i empresari català.

## Biografia
Fill de Josep de Bofarull i Miquel i net de Josep de Bofarull i Gavaldà ennoblit per Carles III, va gestionar la fortuna familiar amb encert. Era el segon fill, però el germà gran, Joan de Bofarull, que era mariner, va morir ofegat al port de Barcelona el setembre de 1802 durant la visita que va fer Carles IV a la ciutat. Francesc Policarp va heretar, per tant, la fortuna familiar i el Palau Bofarull al carrer de Llovera a Reus. El seu germà, Vicenç de Bofarull i Morell, es va dedicar a la carrera militar, que Francesc Policarp havia iniciat amb èxit.
El 1784 va entrar com a cadet en un dels regiments dels Reials Exèrcits. El 1802 havia aconseguit el grau de capità i era primer ajudant del Segon Batalló de Voluntaris de Barcelona. Aquell any es casà amb Maria Antònia de Plandolit i Gustà, filla d'una rica família barcelonina. El 1803 va ser destinat a Tarragona, on anà amb la família. Va participar en la Guerra Gran i a la Guerra del francès, on va arribar a coronel. Quan s'inicià la Guerra del francès es va mostrar absolutament en contra dels invasors. Va assistir, en nom de Reus, a l'assemblea del Corregiment de Tarragona el juny de 1808, on es va constituir la Junta Corregimental, i en va ser elegit membre. Dins de la Junta presidia les comissions Militar i de Fortificació i Defensa. Durant l'ocupació francesa es va veure obligat a ocupar una regidoria a l'ajuntament de Reus els anys 1811 i 1812, i per això el general Lacy, l'abril de 1813, se l'endugué a Cadis junt amb altres dues-centes persones acusades de col·laborar amb els francesos. Va resoldre aviat la situació i el 1814 tornava a ser regidor a l'ajuntament de Reus. Va acollir al seu palau a Ferran VII quan va sojornar a Reus en el seu retorn de l'exili francès i li va organitzar un extraordinari ball-concert.
Políticament era un absolutista moderat que s'adaptava als canvis polítics. El 1820 va participar en la preparació de l'homenatge que la "Tertúlia Patriòtica" de Reus va fer en honor del general Lacy quan visità la ciutat, cosa que mostra tendències liberals o potser absolutistes moderades, capaç de conviure amb el liberalisme. Caigut el Trienni, va ser comandant del batalló organitzat pels reialistes reusencs, tot i que havia estat en el seu dia comandant de la Milícia Nacional, mostrant així la seva capacitat d'adaptar-se al moment polític.
Va formar part de diverses organitzacions fomentades pel comerç reusenc: era membre de la Junta Protectora de la carretera de Montblanc, de la Junta Protectora de les Obres al port de Salou, i l'ajuntament el va comissionar, junt amb l'advocat Josep de Milà i el comerciant Pere d'Alcàntara d'Aguria per anar a Madrid a tractar sobre les obres i finançament del port de Salou.
Va mantenir la hisenda heretada, i va comprar per incrementar-la, diversos censals, terrenys i edificis a Reus, a Constantí i a Tarragona. Durant la Primera Guerra Carlina es va traslladar a Tarragona, on encara hi vivia el 1839. Per l'agost de 1843, tornat a Reus, redactà el seu testament poc abans de morir, donant a la seva dona Maria de Plandolit plena llibertat per a disposar dels seus béns.